# Суданський динар
 Суданський динар  — грошова одиниця Судану в 1922–2007 роках.
Суданський динар був в обігу з 8 червня 1992 по 10 січня 2007 рік. Суданський динар дорівнював 10 суданським фунтам і 1000 піастрам.

## Історія

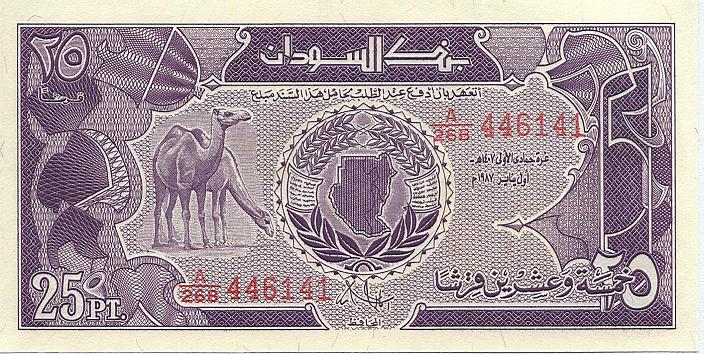
25 суданських піастрів

Суданський динар був введений в обіг 8 червня 1992 року, замінивши суданський. Фунт дорівнював 1/10 динара. У деяких районах країни динар так і не став визнаною валютою, а замість нього використовувався кенійський шилінг, ефіопський бир, угандійський шилінг і виведений з обігу суданський фунт. Підписаний в січні 2005 року між урядом Судану і Суданською народно-визвольною армією (СПЛА) мирний договір передбачав, зокрема, введення Банком Судану єдиної валюти для всієї території країни.
В ході грошової реформи 2007 року суданський динар був замінений новим суданським фунтом за курсом 1 фунт = 100 динарів.
З 30 червня 2007 року динар перестав бути законним грошовими коштами платежу.

## Банкноти
Випущені після 1992 року, всі банкноти на лицьовій стороні були прикрашені зображеннями президентського палацу, на оборотній стороні розміщено орнамент і архітектурні ансамблі. При цьому на банкнотах номінал вказувався в динари, а на більш старих купюрах — в фунтах.
Після того як в країні був введений новий суданський фунт, старі банкноти номіналами 10, 25, 50, 100, 200, 500, 1 000, 2 000 і 5 000 суданських динарів перестали бути законним засобом платежу з 1 липня 2007 року.